# Трафалгар (Индијана)
Трафалгар (енгл. Trafalgar) град је у америчкој савезној држави Индијана.

## Демографија
По попису из 2010. године број становника је 1.101, што је 303 (38,0%) становника више него 2000. године.
| Група             | 2000.       | 2010.         |
| Белци             | 781 (97,9%) | 1.052 (95,5%) |
| Афроамериканци    | 0 (0,0%)    | 10 (0,9%)     |
| Азијати           | 4 (0,5%)    | 6 (0,5%)      |
| Хиспаноамериканци | 7 (0,9%)    | 11 (1,0%)     |
| Укупно            | 798         | 1.101         |